# Теличка (местность)
Теличка (укр. Тели́чка) — историческая местность, поселение, промзона Киева. Расположена в дельте реки Лыбедь вдоль Днепра между Выдубичами, Зверинцем, Сапёрной Слободкой и Корчеватым.

## История
Геологически территория Телички формировалась вследствие наносов грунта водами Лыбеди. Название местности народного происхождения (есть и другая версия о происхождении названия, см. ниже).
Теличка долгое время представляла собой пастбище, где выпасали крупный рогатый скот. В средние века была собственностью Киево-Печерской лавры. Впервые упоминается в документах в 1694 году под обозначением Телячев. Как предполагают исследователи, название произошло от фамилии одного из собственников этих земель. Постоянные поселения начали появляться между урочищ Верхняя Теличка и Нижняя Теличка в начале второй половины XIX века узкой полосой вдоль железной дороги (улицы Набережно-Печерская, Военно-Кладбищенская), остальная территория была незастроенной. В 1923 году местность включена в городскую черту Киева. С 50-х годов XX века на Теличке создана одна из наибольших промышленных зон Киева (улицы Баренбойма, Стройиндустрии, Промышленная и др.). Старую жилую застройку (частные одноэтажные здания) почти полностью снесли в 1970—80-е годы во время реконструкции Надднепрянского шоссе и постройки эстакады к Южному мосту через Днепр.
На территории Нижней Телички расположена законсервированная станция метро «Теличка».